# 東合州
東合州，唐朝的州。
東合州原是隋朝的徐闻郡，唐高祖武德元年（618年）改为南合州，武德四年（621年）归唐。唐太宗贞观元年（627年）改南合州置東合州，治所在海康县（今广东省雷州市）。下辖海康县、徐闻县、铁杷县、椹川县。辖境今雷州半岛大部分地区，相当今广东雷州、遂溪县一带。贞观八年（634年）改东合州为雷州，以地名雷震得名。
東合州刺史
- 冯智彧